# Patricia Dench
Patricia Dench (* 8. März 1932) ist eine ehemalige australische Sportschützin. Sie schoss mit der Pistole.

## Erfolge
Patricia Dench wurde dreimal Vizeweltmeisterin: 1978 belegte sie in Seoul jeweils in den Mannschaftswettbewerben mit der Luftpistole und der Kombinationspistole den zweiten Platz. Im Jahr darauf wurde sie an gleicher Stelle mit der Luftpistole auch im Einzel Zweite. Bei den Olympischen Spielen 1984 in Los Angeles trat sie mit der Sportpistole an und sicherte sich mit 583 Punkten hinter Linda Thom und Ruby Fox die Bronzemedaille.